# Ballon d'Or 2018
A Bola de Ouro de 2018 foi a 63ª edição anual da premiação da revista France Football, realizada em 3 de dezembro de 2018 no edifício Grand Palais, em Paris. 
Pela primeira vez na história da premiação, a revista entregou a Bola de Ouro Feminina e o Troféu Kopa (este vizando premiar o melhor jogador sub-21), dos quais foram vencidos por Ada Hegerberg e Kylian Mbappé, respectivamente. O croata Luka Modrić foi o vencedor da Bola de Ouro tradicional.

## Resultados Finais

### Bola de Ouro
| Pos. | Jogador           | Clube              | País       | Pontos |
| ---- | ----------------- | ------------------ | ---------- | ------ |
| 1    | Luka Modrić       | Real Madrid        | Croácia    | 753    |
| 2    | Cristiano Ronaldo | Real Madrid        | Portugal   | 476    |
| 3    | Antoine Griezmann | Atlético de Madrid | França     | 414    |
| 4    | Kylian Mbappé     | PSG                | França     | 347    |
| 5    | Lionel Messi      | Barcelona          | Argentina  | 280    |
| 6    | Mohamed Salah     | Liverpool          | Egito      | 188    |
| 7    | Raphaël Varane    | Real Madrid        | França     | 121    |
| 8    | Eden Hazard       | Chelsea            | Bélgica    | 119    |
| 9    | Kevin De Bruyne   | Manchester City    | Bélgica    | 29     |
| 10   | Harry Kane        | Tottenham          | Inglaterra | 25     |

### Bola de Ouro Feminina
| Pos. | Jogadora           | Clubes                        | Pontos |
| ---- | ------------------ | ----------------------------- | ------ |
| 1    | Ada Hegerberg      | Lyon                          | 136    |
| 2    | Pernille Harder    | Wolfsburg                     | 130    |
| 3    | Dzsenifer Marozsán | Lyon                          | 86     |
| 4    | Marta              | Orlando Pride                 | 77     |
| 5    | Sam Kerr           | Chicago Red Stars Perth Glory | 61     |
| 6    | Lucy Bronze        | Lyon                          | 51     |
| 7    | Amandine Henry     | Lyon                          | 34     |
| 8    | Wendie Renard      | Lyon                          | 34     |
| 9    | Megan Rapinoe      | Seattle Reign                 | 30     |
| 10   | Lindsey Horan      | Portland Thorns               | 28     |
| 11   | Lieke Martens      | Barcelona                     | 26     |
| 12   | Saki Kumagai       | Lyon                          | 25     |
| 13   | Amel Majri         | Lyon                          | 9      |
| 14   | Fran Kirby         | Chelsea                       | 5      |
| 15   | Christine Sinclair | Portland Thorns               | 4      |